# Nędza Wieś
Nędza Wieś – przystanek kolejowy położony we wsi Nędza.

## Ruch pasażerski
| Rok  | Wymiana pasażerska na dobę |
| ---- | -------------------------- |
| 2017 | 20-49                      |
| 2022 | 20-49                      |

## Historia
Przystanek kolejowy oddano do użytku w 1902 roku. Przystanek nosił nazwę Buchenau Dorf, a od 1945 roku – Nędza Wieś.

## Połączenia
- Linie pasażerskie:
  - Kędzierzyn-Koźle – Rybnik
  - Katowice – Rybnik – Racibórz
  - Pszczyna – Rybnik – Racibórz
  - Rybnik – Racibórz

## Informacje
Niedaleko stacji jest posterunek odgałęźny, gdzie znajduje się łącznica nr 691 w kierunku Kędzierzyna-Koźla.